# Katedra św. Józefa w Aleppo
Katedra św. Józefa w Aleppo – katedra chaldejskiej eparchii Aleppo  znajdująca się w tym mieście. Położona jest w centrum miasta, w chrześcijańskiej dzielnicy As-Sulajmanijja.

## Architektura
Trójnawowa świątynia murowana wybudowana w stylu asyryjskim, z dwuwieżową fasadą i z kopułą.

## Wnętrze
Skromne, nowoczesne wnętrze kościoła nie ma tradycyjnego chaldejskiego charakteru. Klasyczny asyryjski ołtarz zastąpiony został odpowiednikiem w orientacji „posoborowej”, przy ścianie prezbiterium znajduje się zaś tron biskupi.